# Alligator Alcatraz
 (juillet 2025).
Motif : Événement pérenne et à valeur historique ?
- Archive Wikiwix
- Bing
- Cairn
- DuckDuckGo
- E. Universalis
- Gallica
- Google
- G. Books
- G. News
- G. Scholar
- Persée
- Qwant
- (zh) Baidu
- (ru) Yandex
- (wd) trouver des œuvres sur Wikidata

| 1. | Préciser le motif de la pose du bandeau. | Précisez le motif de la pose du bandeau en utilisant la syntaxe suivante : {{admissibilité à vérifier\|date=août 2025\|motif=remplacez ce texte par le motif}}                          |
| 2. | Informer les utilisateurs concernés.     | Pensez à avertir le créateur de l'article, par exemple, en insérant le code ci-dessous sur sa page de discussion : {{subst:avertissement admissibilité à vérifier\|Alligator Alcatraz}} |

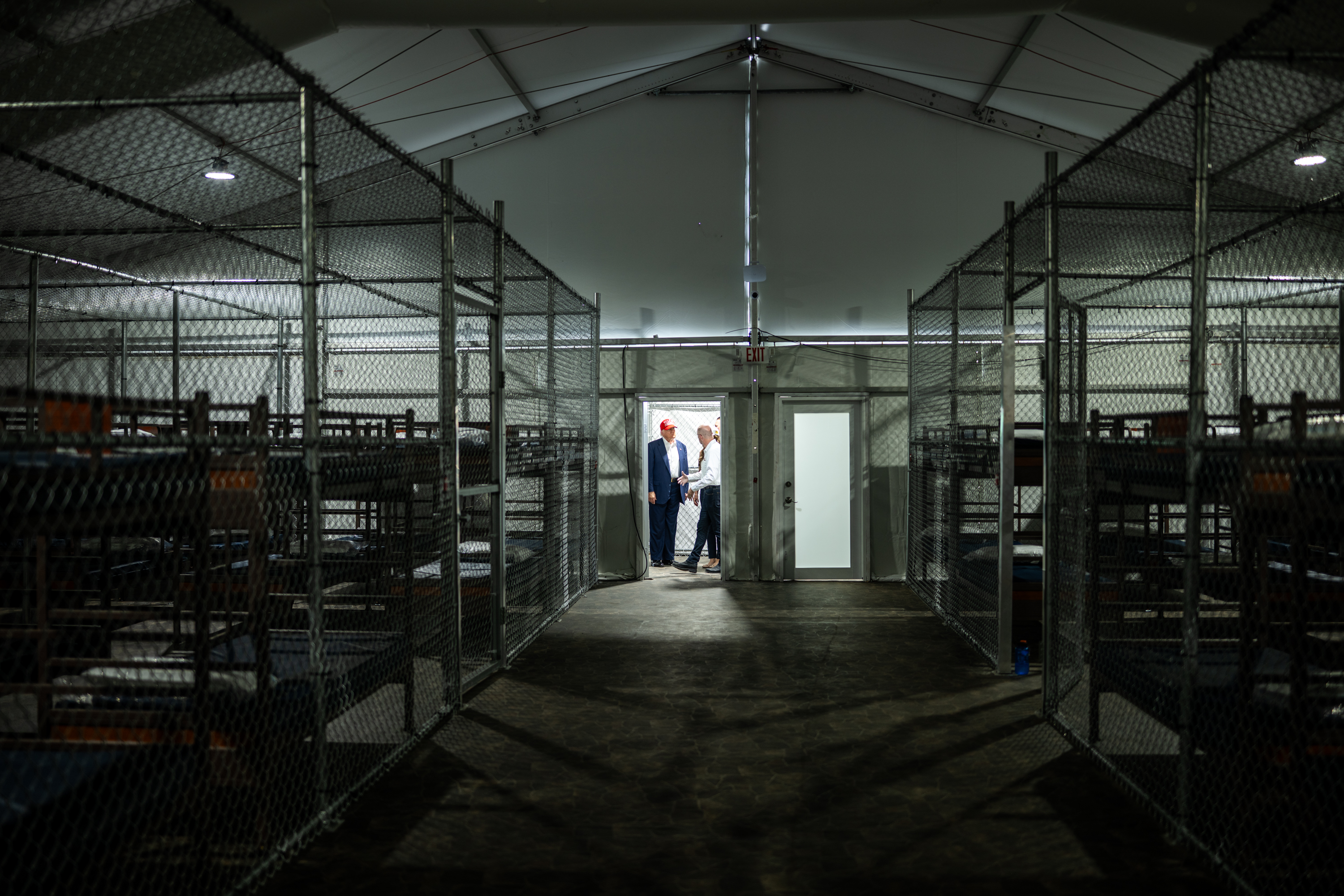
Intérieur de l'Alligator Alcatraz, lors de la visite de Donald Trump.

Alligator Alcatraz est un centre de détention pour migrant construit dans un aéroport désaffecté situé dans la réserve nationale de Big Cypress à Ochopee, en Floride. Annoncé en juin 2025 par le procureur général de Floride, James Uthmeier (en), et défendu par le gouverneur Ron DeSantis, le site se trouve dans les Everglades, à l'ouest de Miami.
Le complexe est conçu pour détenir jusqu'à 5 000 personnes dans une zone reculée entourée de zones humides remplies d'alligators et de pythons. Le nom fait allusion à la fois à la population locale de reptiles et à l'ancien centre pénitencier fédéral de haute sécurité d'Alcatraz dans la baie de San Francisco, en Californie.

## Historique
En août 2015, lors de sa campagne en vue de l'élection présidentielle de 2016, Donald Trump a proposé l'expulsion massive d'immigrants sans documentation. Trump et des partisans tels que Stephen Miller ont déclaré que les immigrants sans documentation seraient emmenés vers des « bases de rassemblement à grande échelle près de la frontière, très probablement au Texas », pour être détenus dans des camps d'internement avant leur expulsion,.

## Construction
Le gouverneur DeSantis a invoqué l'état d'urgence migratoire permanent de 2023 pour saisir l'aérodrome, propriété du comté, et accélérer la construction sans les examens habituels des marchés publics ni des impacts environnementaux. Le 21 juin 2025, le gouverneur a mobilisé une équipe d'entreprises privées pour construire l'installation destinée à accueillir 5 000 immigrants détenus et a déployé la Garde nationale pour sécuriser le site,.
Uthmeier a décrit cette parcelle de 100 km2 comme « le meilleur périmètre naturel que l'argent ne puisse acheter », arguant que la faune environnante des Everglades constitue un moyen de dissuasion pour les personnes incarcérées. Les responsables de l'État ont également fait valoir que l'emplacement de l'installation et sa vulnérabilité aux ouragans inciteraient les résidents sans documentation à s'auto-expulser. À l'ouest de Miami, on y accède par la Route 41 (également connue sous le nom de « Tamiami Trail »).

## Opinion Publique
Selon le sondage YouGov du 20 juillet 2025, seulement 28% des femmes approuvent cette prison de pré-expulsion, avec 55% des femmes qui désapprouvent. Parmi les hommes, moins que la moitié (42%) approuve. 